# Higashikurume

Higashikurume (東久留米市 Higashikurume-shi?) este un municipiu din Japonia, zona metropolitană Tokyo.